# 1899 en photographie
| Années de la photographie : 1896 - 1897 - 1898 - 1899 - 1900 - 1901 - 1902    |
| Décennies de la photographie : 1860 - 1870 - 1880 - 1890 - 1900 - 1910 - 1920 |

Cet article présente les faits marquants de l'année 1899 en photographie.

## Événements
- Théodore-Henri Fresson invente le papier « Charbon-Satin », permettant la réalisation de tirages photographiques monochromes au charbon[1].
- George Eastman, le fondateur de Kodak, achète au chimiste Leo Baekeland le procédé du Velox, un papier photographique qui a la capacité de se développer sous une lumière artificielle, et donc rapide et sûr car non lié aux variations d'intensité du jour.
- Adolf Miethe est nommé à la chaire de photochimie, de photographie et d'analyse spectrale à l'Université technique de Berlin.
- février : création à Madrid de la Société royale de photographie (Real Sociedad Fotográfica).
- L’Union internationale de photographie crée à Amsterdam la revue Camera obscura[2].
- Jessie Tarbox Beals reçoit sa première commande professionnelle comme photographe : le journal Boston Post lui demande de photographier la prison d'État du Massachusetts[3].
- Joseph Malicot ouvre un studio de photographie à Sablé-sur-Sarthe[4].

## Photographies notables

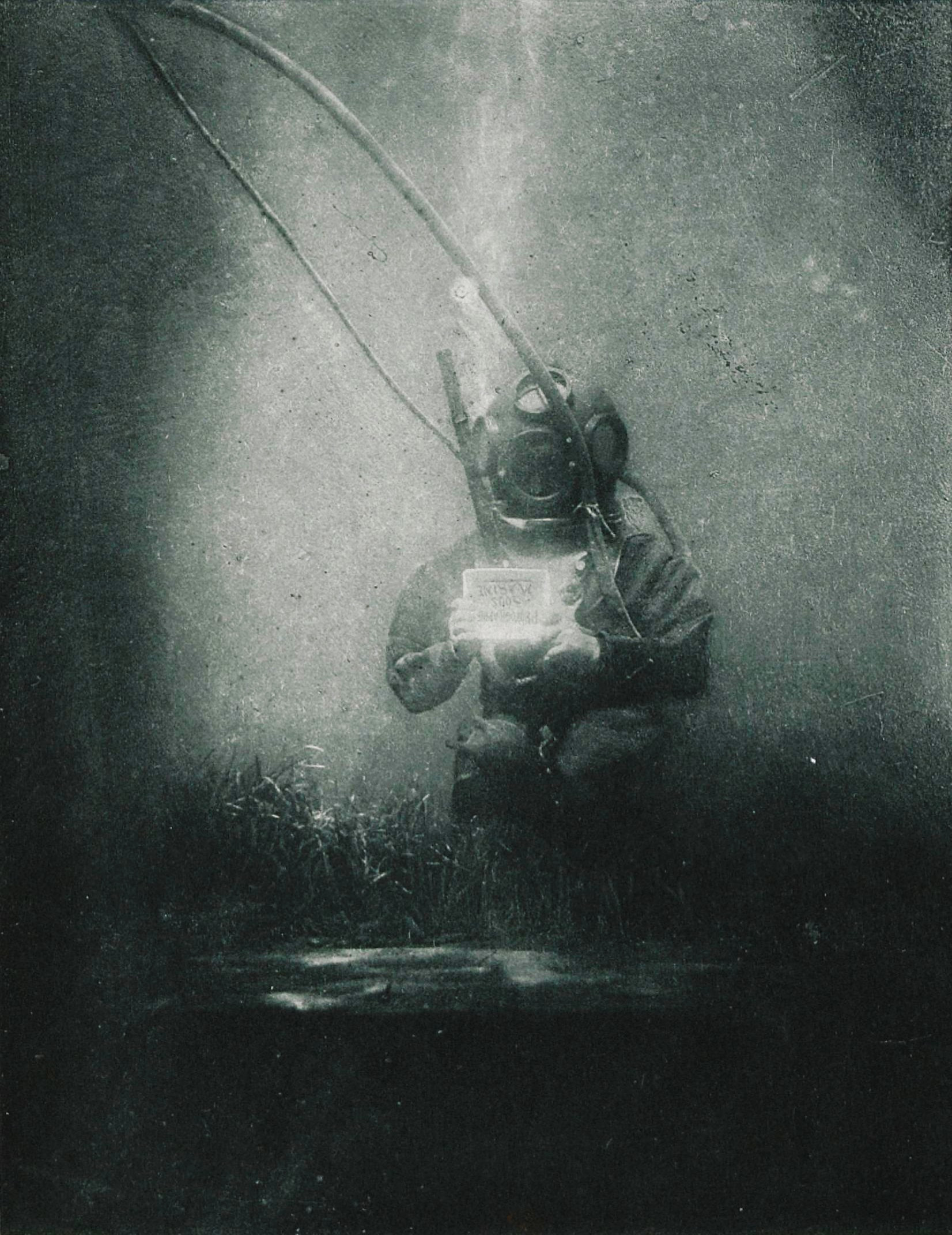
Emil Racoviță en scaphandre.

- Louis Boutan - ou le mécanicien de son laboratoire, Joseph David - prend à Banyuls-sur-Mer la photographie sous-marine dEmil Racoviță en scaphandre.

## Études, essais, articles
- Nadar (préf. Léon Daudet), Quand j'étais photographe, Paris, Ernest Flammarion (Lire en ligne) : récits de souvenirs, avec un texte de fiction Photographie homicide[5],[6].
- Alphonse Seyewetz, Le développement de l'image latente en photographie, Paris, Gauthier-Villars, coll. « Bibliothèque photographique », VII-97 p.
- Robert de la Sizeranne, La Photographie est-elle un art ?, Paris, Hachette, 50 p.
- Eugène Trutat (préf. Étienne-Jules Marey), La photographie animée, Paris, Gauthier-Villars, coll. « Bibliothèque photographique », XII-185 p. (lire en ligne).

## Expositions
- mars : 2e exposition de photographie, Artistique Club, Nice, 13 rue Saint-François-de-Paule[7].

## Naissances
- 18 janvier : Yvonne Chevalier, photographe française, morte le 22 juin 1982.
- 8 février : Santeri Levas, photographe finlandais, mort le 10 mars 1987.
- 19 février : Eiko Yamazawa, photographe japonaise, morte le 16 juillet 1995.
- 18 mars : Max Alpert, photographe et photojournaliste soviétique, mort le 30 novembre 1980.
- 23 mars : Ilse Bing, photographe allemande, morte le 10 mars 1998.
- 12 juin : Weegee, photographe et photo-journaliste américain, connu pour ses photographies en noir et blanc de la vie nocturne, particulièrement à New York, mort le 26 décembre 1968.
- 9 septembre : Brassaï photographe hongrois, naturalisé français, mort le 8 juillet 1984.
- 21 octobre : Thelma Kent, photographe néo-zélandaise, morte le 23 juin 1946.
- 3 novembre : Nelly Sougioultzóglou, photographe grecque, morte le 4 août 1998.
- 18 novembre : Fritz Kaftanski, inventeur et entrepreneur français d'origine allemande, créateur de marques photographiques et de modèles d'appareils, mort dans les années 1980.
- Date non renseignée ou inconnue :
  - Victor Kinelovskiy, photographe et photojournaliste soviétique, mort en 1979.

## Décès
- 1er février : Adolphe Terris, photographe français, né le 16 septembre 1820.
- 11 février : Hippolyte Délié, photographe français actif en Égypte, né le 25 mai 1847.
- 3 mars : Pierre Bernard, médecin, professeur d'université et photographe français, né le 28 juin 1859.
- 11 mars : Jean-Baptiste Alary, photographe français, actif en Algérie, né le 20 avril 1811.
- 26 mai : Jules Raudnitz, photographe français, né le 23 août 1815.
- 1er novembre : Anastas Jovanović, lithographe et photographe serbe, né en 1817.

## Célébrations
Bicentenaire de naissance
- Anna Atkins
- Henri Marcellin Auguste Bougenier
- Titian Ramsay Peale
- Joseph Saxton (en)